# 라브리
라브리(힌디어: राबड़ी, 벵골어: রাবড়ি, 우르두어: ربڑی)는 남아시아의 후식이다. 인도 우타르프라데시주의 마투라에서 처음 만들어져 바라나시에서 발전했으며, 북인도와 방글라데시, 파키스탄에서 즐겨 먹는다. 특히 벵골 지역에서 즐겨 먹는 음식이며, 콜카타의 라브리가 유명하다.

## 만들기
우유를 끓이며, 위에 생기는 얇은 막을 걷어서 냄비 벽에 붙인다. 우유 양이 ⅓ 정도로 줄고 연유가 될 때까지 끓인 다음, 재거리나 설탕으로 단맛을 내고, 카다멈 등의 향신료를 넣는다. 냄비 벽에 모아 둔 단백질 막(말라이)을 긁어 졸아든 우유와 섞고, 차게 식혀 견과류 등을 뿌려 낸다.

## 같이 보기
- 바순디